# Muszata

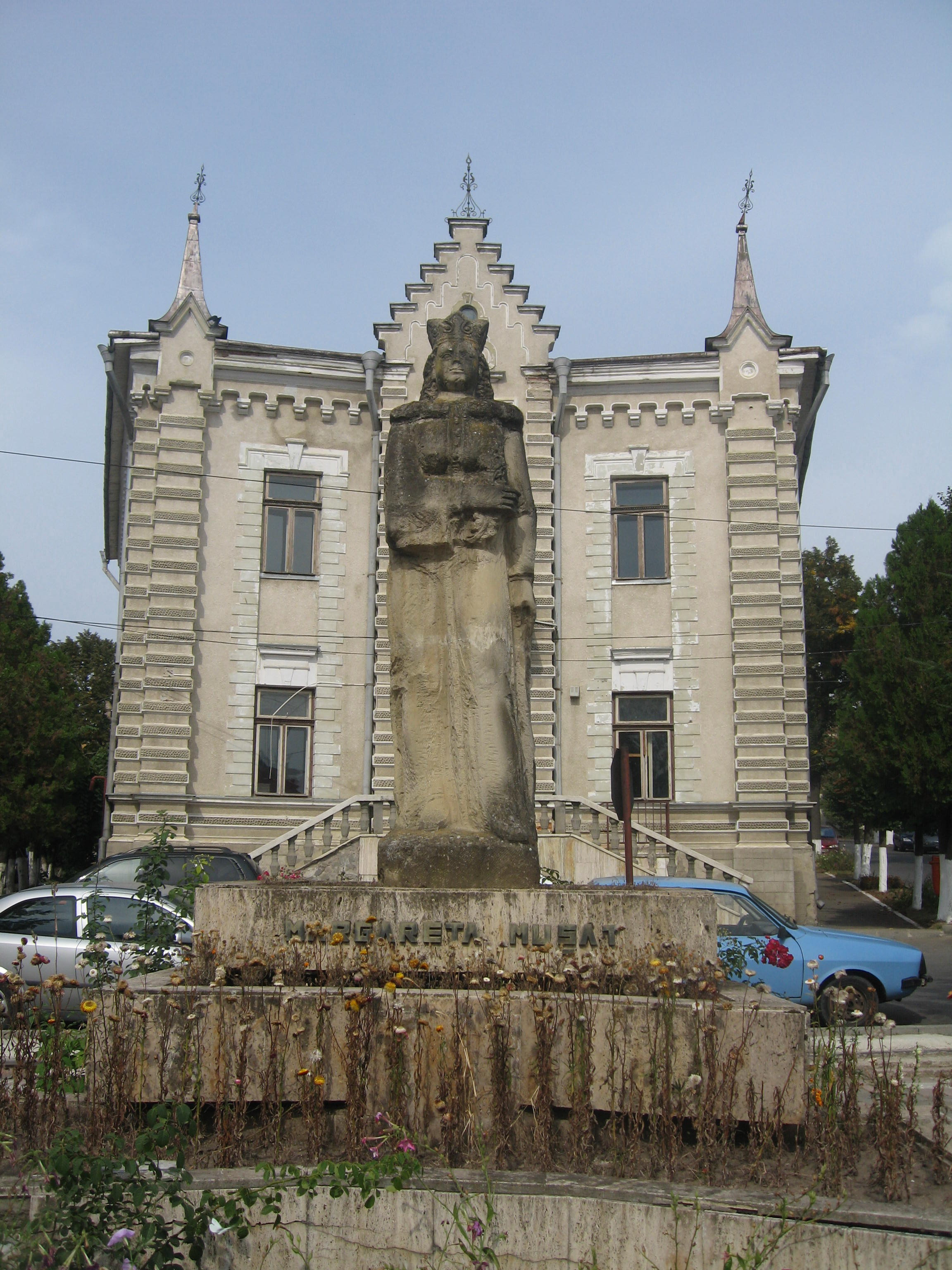
Pomnik Muszaty w Serecie

Małgorzata (Muszata), rum. Margareta Muşata (zm. ok. 1394) – żona hospodarów mołdawskich, od której przydomku Muszata ("Piękna") pochodzi nazwa mołdawskiej dynastii hospodarskiej Muszatowiczów.
Jej pochodzenie jest niejasne. Zdaniem Juliusza Demela była córką lub inną krewną pierwszego hospodara mołdawskiego Bogdana I, której mąż Costea (być może związany z wołoską dynastią Basarabów) objął tron mołdawski po bezpotomnej śmierci syna Bogdana, Latco. Zdaniem Jana Tęgowskiego nie była ona krewną Bogdana I, a żoną jego syna Stefana Bogdanowicza.
Zgoda panuje natomiast co do tego, że była ona matką późniejszych hospodarów mołdawskich Piotra I i Romana I.
Małgorzata wspólnie z synem Piotrem ufundowała w Serecie cerkiew Trójcy Świętej, jeden z najstarszych istniejących obecnie zabytków mołdawskich.